# Маріо Раймонді
Маріо Раймонді (нім. Mario Raimondi, нар. 10 липня 1980, Тун) — швейцарський футболіст, що грав на позиції півзахисника.
Виступав, зокрема, за клуб «Янг Бойз», а також молодіжну збірну Швейцарії.

## Клубна кар'єра
У дорослому футболі дебютував 1998 року виступами за команду «Тун», у якій провів чотири сезони, взявши участь у 121 матчі чемпіонату. 
Згодом з 2002 по 2005 рік грав у складі команд «Цюрих» та «Тун».
У 2005 році перейшов до клубу «Янг Бойз», за який відіграв 8 сезонів. Більшість часу, проведеного у складі «Янг Бойз», був основним гравцем команди. Завершив професійну кар'єру футболіста виступами за команду «Янг Бойз» у 2013 році.

## Виступи за збірну
У 2002 році залучався до складу молодіжної збірної Швейцарії.